# Trichopetalum stannardi
Trichopetalum stannardi är en mångfotingart som först beskrevs av Ottis Robert Causey 1951.  Trichopetalum stannardi ingår i släktet Trichopetalum och familjen Trichopetalidae. Inga underarter finns listade i Catalogue of Life.